# Catedral de San Magnus (Kirkjubøur)

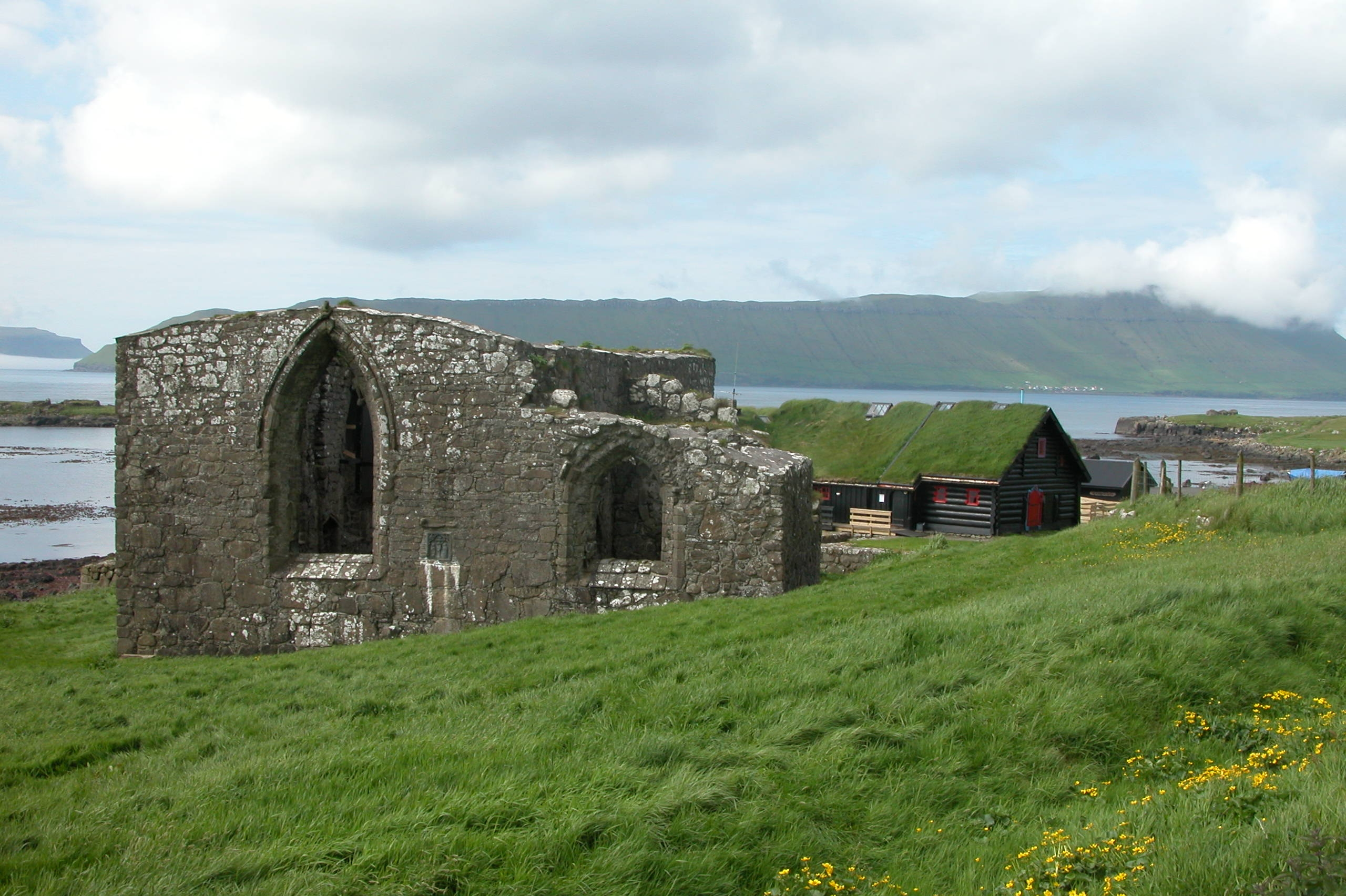
La catedral de San Magnus a principios del.

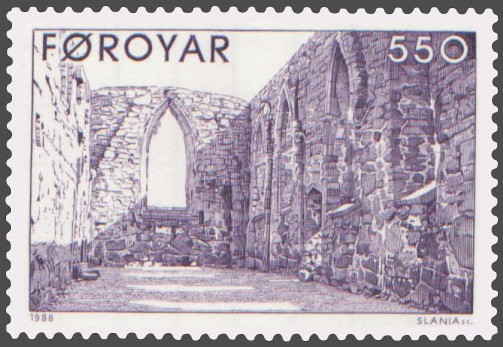
Sello postal feroés que muestra el interior de la catedral.

La catedral de San Magnus fue una catedral católica que se empezó a construir alrededor de 1300 en la localidad de Kirkjubøur, Islas Feroe, cuando el archipiélago formaba parte de Noruega. Actualmente sólo quedan en pie algunos muros exteriores. No se sabe a ciencia cierta si llegó a ser finalizada.
La catedral, construida en estilo gótico clásico, es el mayor edificio medieval de las Islas Feroe, con 25,5 m de largo, 10,8 m de ancho, y 9 m de altura. Sus muros tienen 1,5 m de grosor y fueron construidos con basalto, roca volcánica abundante en las inmediaciones.
Su construcción comenzó por iniciativa del obispo Erlendur hacia el año 1300, con el objetivo de sustituir a la pequeña y modesta iglesia de San Olaf como sede de la diócesis de las Islas Feroe. Los fondos y la mano de obra fueron obtenidos de la población local, lo que representó una pesada carga para la precaria economía de las islas. Se especula que la explotación a la que fue sometida la población fue la causa de que el obispo Erlendur se exiliara, temiendo una insurrección, por lo que la catedral nunca habría sido terminada. Otra explicación puede ser la peste bubónica que arrasó las Feroe en 1349 y 1350, reduciendo su población a una tercera parte.
En años recientes se ha adaptado una cubierta fija para proteger las ruinas de la catedral de las condiciones climáticas, con ocasión de la inclusión del sitio de Kirkjubøur dentro de la lista de espera de la Unesco para ser declarado patrimonio de la humanidad.